# Подводные лодки типа 035
Подводные лодки типа 035 (классификация НАТО «Ming» — Мин) — серия дизель-электрических подлодок ВМС НОАК, более глубокая модификация советских подлодок проекта 633. Состоят на вооружении не только подводного флота ВМС НОАК, но и ВМС Бангладеш.

## Строительство
В 1963 году, согласно советско-китайскому договору о дружбе, союзе и взаимной помощи, СССР передал Китаю документацию подлодок проекта 633 для собственного внутреннего производства под номером 033, а последующие доработки в КНР привели к созданию отдельной модификации 035. Подлодки типа 033 (кодовое обозначение — «Ухань») строились в Китае с 1962 по 1984 годы. В 1970-е годы китайцы, стремясь заняться производством подлодок собственных проектов, обратились в 701-й Уханьский институт кораблестроения с просьбой разработать новую подлодку на базе типа 033, и новый проект получил обозначение «тип 035» (в классификации НАТО — тип «Ming»)..
Две подлодки типа 035 были построены к 1974 году. В начале 1980-х годов был разработан подтип 035A, первые подлодки этого типа заступили на службу в 1982 году, а к 1990 году — ещё три. Наиболее многочисленное представительство получил подтип 035G — 12 подлодок в 1990-е годы были построены по этому типу, а ещё две подлодки 035A были переделаны в 035G. Подлодки этого подтипа отличались сниженным уровнем шумов, улучшенным оружием, радионавигационным оборудованием и стандартами жизни экипажа, а ВМС НОАК в шутку называл этот подтип «новым вином в старой бутылке». Наиболее современным считается подтип 035B с переоборудованным капитанским мостиком и изменённым корпусом, вследствие чего подобный подтип можно перепутать с подлодками типа 039; также 035B оснащён возможностью выпускать из торпедных аппаратов крылатые ракеты для поражения наземных целей. С 2000 по 2003 годы были построены четыре таких подлодки.

## Варианты
- Тип 035: оригинальное поколение подлодок, две подлодки заложены одновременно в октябре 1969 года на стапелях Учанского и Цзяннаньского судостроительных заводов, конструктор — Вэй Сюминь (кит. 魏绪民). Главное отличие проекта 035 от проекта 033 «Ухань» — один гребной винт вместо двух. В октябре 1974 года прошли ходовые испытания, а в ноябре в состав ВМС официально вошла подлодка под номером 162 (позже перенумерована в 232)[3][4]
- Тип 035A: первая крупная модификация типа 035, первая подлодка под номером 342 заложена на стапелях Учанского судостроительного завода. Уже на испытаниях были обнаружены множественные недостатки, и 701-му институту было поручено исправить их. В результате доработок удалось даже повысить максимальную скорость на 40 % до 18,3 узла. В июне 1980 года первая подлодка была представлена в новом варианте, а 24 декабря 1982 года начала службу в составе китайского флота. В декабре 1983 года было решено прекратить производство подлодок типа 033 и заменить их на тип 035A; до 1987 года также не производился оригинальный тип 035, пока ещё не были собраны три подлодки (последняя спущена в 1990 году)[3][4].
- ES5C: экспортная версия типов 035/035A с улучшенной системой управления огня для запуска акустических торпед. Известны случаи обновления уже имевшихся подлодок ВМС НОАК по такому образцу, но нет данных об экспорте[3][4].
- ES5D: улучшение экспортной версии с возможностью запуска противокорабельных ракет в погружённом состоянии подлодки. Известны случаи обновления уже имевшихся подлодок ВМС НОАК по такому образцу, но нет данных об экспорте[3][4].
- Тип 035G: вторая крупная модификация типа 035, первая подлодка под номером 356 спущена на воду в 1989 году, на службе с декабря 1990 года, государственная регистрация с 1993 года. Первая подлодка типа 035 с противолодочным вооружением. Основное вооружение — торпеды Yu-3[англ.], французский сонар DUUX-5 и его китайская копия использовались на последующих подлодках (двенадцать построены с 1990 по 1999 год). Подлодка под номером 308 была удлинена на два метра в связи с необходимостью испытаний воздухонезависимого двигателя[3][4].
- ES5E: экспортная версия типа 035G с возможностью запуска управляемой по проводам торпеды. Нет данных об экспорте[3][4].
- Тип 035ET: более дешёвая альтернатива модификациям 035G и ES5E с итальянскими сонарами — активным JP-64 и пассивным Velox, которые использовались на подлодках типа «Энрико Тоти». Попытка экспорта не увенчалась успехом, подлодки заступили на службу в ВМС НОАК[3][4].
- ES5F: экспортная версия с интегрированной системой сонаров, которая включает в себя объединённые активный и пассивный сонар вместе с боковым в один прибор (с возможностью буксировки)[3][4].
- Тип 035B: третья крупная модификация типа 035, производство с 2000 по 2003 годы. Переработан внешний вид подлодки с капитанским мостиком, что делает подлодку более схожей с типом 039. Возможен запуск крылатых ракет из торпедных аппаратов[3][4].

## Список подлодок
- Тип 035 (ES5C): 232, 233
- Тип 035A: 352, 353, 354
- ES5D: 342
- Тип 035G (ES5E): 356, 357, 358, 359, 360, 361, 362, 363, 305, 306, 307, 308
- Тип 035B (ES5F): 309, 310, 311, 312, 313

## Зарубежные пользователи
- Бангладеш — ВМС Бангладеш заказал две подлодки типа 035G в 2013 году стоимостью 203 млн. долларов США, обе подлодки были отремонтированы в Китае и 14 ноября 2016 года прибыли в расположение флота. С 12 марта 2017 года несут службу в составе флота Бангладеш[5] под названиями BNS Nabajatra (S-161) и BNS Joyjatra (S-162) соответственно[6].

## Происшествия
В апреле 2003 года в Жёлтом море, в районе между территорией КНДР и провинцией Шаньдун затонула подлодка 361 данного проекта. Из-за механической поломки двигателями был израсходован весь кислород в лодке, в результате чего погибли все 70 человек на борту подлодки. Эта катастрофа стала одной из самых серьёзных катастроф вооружённых сил КНР, случившихся в мирное время. В отставку были отправлены командующий ВМС НОАК Ши Юншэн и политрук Ян Хуайцин.